# Asamblea Nacional de la República Srpska
La Asamblea Nacional (serbio: Narodna Skupstina, serbio cirílico: Народна скупштина) es el órgano legislativo de la República Srpska, una de las dos entidades que componen el Estado de Bosnia y Herzegovina. Tiene su sede en la ciudad de Bania Luka, y su composición actual es la octava desde la fundación de la entidad.

## Historia
La Asamblea Nacional de la República Srpska, fue fundada el 24 de octubre de 1991 como Asamblea del Pueblo Serbio de Bosnia y Herzegovina. En la primera reunión, celebrada en Sarajevo, República Federal Socialista de Yugoslavia, anunció un plebiscito y adoptó la "Declaración de los serbios de permanecer en un estado común de Yugoslavia", bajo el liderazgo de Radovan Karadžić. El referéndum en el que los serbios de Bosnia votaron para permanecer en Yugoslavia tuvo lugar los días 9 y 10 de noviembre de 1991.
A principios de 1992, el presidente Alija Izetbegović, presidente de la República Socialista de Bosnia y Herzegovina convocó un referéndum para decidir su independencia de Yugoslavia, que fue boicoteado por los serbios. La Asamblea de los serbios de Bosnia, por su parte, aprobó la Declaración sobre el pueblo serbio de Bosnia y Herzegovina el 9 de enero de 1992, así como la formación de una Asamblea Constituyente, que aprobó la Constitución el 28 de febrero de 1992, declarando la legitimidad de la República Serbia de Bosnia. A continuación, sobre la base del "referéndum de noviembre", la República Serbia se declaró una unidad federal dentro de la República Federal de Yugoslavia. Los conflictos interétnicos provocados por estas secesiones desembocaron en la Guerra de Bosnia (1992-1995). 
Durante la guerra, por razones de seguridad, la Asamblea Nacional cambió de sede, estableciéndose en Pale. Una de las sesiones más largas de su historia se celebró el 5 de mayo de 1993, cuando los legisladores debatieron 17 horas la aceptación del Plan Vance-Owen. En 1998, la sede administrativa de la Asamblea Nacional de la República Srpska fue trasladada a Bania Luka, donde permanece en la actualidad.
Al final de las hostilidades, tras la firma de los Acuerdos de Dayton de 1995, La Asamblea Nacional asumió la responsabilidad principal de la ejecución de los tratados, como órgano legislativo encargado de las reformas legales en los años de posguerra.
La composición de la Asamblea Nacional está integrada por 83 miembros elegidos por elecciones parlamentarias directas por el pueblo. Hasta 2002, sus diputados eran elegidos para dos años, y desde 2002, de acuerdo con la nueva legislación, los diputados son elegidos por un mandato de cuatro años.

## Presidentes
1. Momčilo Krajišnik (25 de octubre de 1991 — mayo de 1996);
2. Dragan Kalinić (mayo de 1996 — 4 de noviembre de 1998);
3. Petar Đokić (4 de noviembre de 1998 — 16 de diciembre de 2000);
4. Dragan Kalinić (16 de diciembre de 2000 — 29 de junio de 2004);
5. Dušan Stojičić (20 de julio de 2004 — 28 de febrero de 2006);
6. Igor Radojičić (28 de febrero de 2006 — 15 de noviembre de 2010);
7. Igor Radojičić (15 de noviembre de 2010 - 24 de noviembre de 2014).
8. Nedeljko Čubrilović (24 de noviembre de 2014 - actualidad)